# 98
Năm 98 là một năm trong lịch Julius. 